# Communauté d'agglomération Seine Amont
La communauté d'agglomération Seine Amont (CASA) est une ancienne intercommunalité française, située dans le département du Val-de-Marne et la région Île-de-France. 
Elle a été dissoute le 31 décembre 2015, compte tenu de la création de la métropole du Grand Paris le 1er janvier 2016.

## Histoire
Par arrêté du préfet du Val-de-Marne en date du 17 septembre 2012, la communauté d'agglomération Seine Amont a été créée à compter du 1er janvier 2013,.
Dans le cadre de la mise en œuvre de la volonté gouvernementale de favoriser le développement du centre de l'agglomération parisienne comme pôle mondial est créée, le 1er janvier 2016, la métropole du Grand Paris (MGP), dont la commune est membre.
La loi portant nouvelle organisation territoriale de la République du 7 août 2015 prévoit également la création de nouvelles structures administratives regroupant les communes membres de la métropole, constituées d'ensembles de plus de 300 000 habitants, et dotées de nombreuses compétences, les établissements publics territoriaux (EPT).
Cette création s'est accompagnée de la suppression des intercommunalités à fiscalité propre situées dans le périmètre de la Métropole du Grand Paris, comme la CASA, dont les communes ont été intégrées dans  l'Établissement public territorial Grand-Orly Seine Bièvre par le du 11 décembre 2015 le 1er janvier 2016, .

## Territoire communautaire

### Composition
La communauté d'agglomération Seine Amont regroupait trois communes : 
| Nom                    | Code Insee | Gentilé   | Superficie (km2) | Population (dernière pop. légale) | Densité (hab./km2) |
| ---------------------- | ---------- | --------- | ---------------- | --------------------------------- | ------------------ |
| Ivry-sur-Seine (siège) | 94041      | Ivryens   | 6,10             | 59 793 (2014)                     | 9 802              |
| Choisy-le-Roi          | 94022      | Choisyens | 5,43             | 43 405 (2014)                     | 7 994              |
| Vitry-sur-Seine        | 94081      | Vitriots  | 11,67            | 91 188 (2014)                     | 7 814              |

## Administration

### Siège
La communauté d'agglomération Seine Amont avait son siège  à Vitry-sur-Seine.
Ses locaux administratifs étaient situés à Choisy-le-Roi et Vitry-sur-Seine.

### Élus
La Communauté d'agglomération était administrée par son Conseil communautaire constitué, pour le mandat 2014-202015, de 56 membres, conseillers municipaux issus de chacune des communes membres.
Après le décès, en janvier 2015, du président élu en avril 2014, Pierre Gosnat, maire d'Ivry-sur-Seine, le conseil communautaire du 9 février 2015 avait élu son nouveau président, Michel Leprêtre, maire-adjoint de Vitry-sur-Seine, et désigné ses 12 vice-présidents : 
1. Romain Marchand (Ivry-sur-Seine), délégué au projet de territoire ;
2. Didier Guillaume (maire de Choisy-le-Roi), délégué à l’équilibre social de l’habitat, chargé du PLHI ;
3. Jean-Marc Bourjac (Vitry-sur-Seine), délégué aux transports, à la voirie et au stationnement ;
4. Hafsa Boutabaa (Vitry-sur-Seine), déléguée à l’action sociale et à la santé, chargée de l’élaboration du contrat local de santé intercommunal ;
5. Pierre Martinez (Ivry-sur-Seine), délégué à la culture et au sport ;
6. Patrice Diguet (Choisy-le-Roi), délégué au développement économique et à l’emploi ;
7. Alain Audoubert (Vitry-sur-Seine), délégué aux finances ;
8. Pierre Chiesa (Ivry-sur-Seine), délégué au développement durable, chargé de l’élaboration du schéma d’aménagement des berges, du plan bruit et du plan climat ;
9. Isabelle Riffaud (Choisy-le-Roi), déléguée à la politique de la ville, chargée de l’élaboration du contrat de ville ;
10. Fabienne Lefebvre (Vitry-sur-Seine), déléguée aux contractualisations, chargée du FEDER, du « PACTE », du CPER ;
11. Mourad Tagzout (Ivry-sur-Seine), délégué à la formation, l’enseignement supérieur, la recherche ;
12. Ali id Elouali (Choisy-le-Roi), délégué au commerce équitable, à l’économie sociale et solidaire[7].

### Liste des présidents
| Période      | Période         | Identité        | Étiquette | Qualité                                                                                      |
| ------------ | --------------- | --------------- | --------- | -------------------------------------------------------------------------------------------- |
| janvier 2013 | avril 2014      | Daniel Davisse  | PCF       | Maire de Choisy-le-Roi (1996 → 2014) Conseiller général (2004 → 2011)                        |
| avril 2014   | 25 janvier 2015 | Pierre Gosnat   | PCF       | Maire d'Ivry-sur-Seine (1998 → 2015) député du Val-de-Marne (2007 → 2012) Décédé en fonction |
| février 2015 | décembre 2015   | Michel Leprêtre | PCF       | Maire-adjoint de Vitry-sur-Seine Président de l'EPT Grand-Orly Seine Bièvre (2016 → )        |

### Compétences
La communauté d'agglomératuion exerçait les compétences qui lui avaient été transférées par les communes membres, dans les conditions déterminées par le code général des collectivités territoriales.

### Régime fiscal
La communauté d'agglomération était un établissement public de coopération intercommunale à fiscalité propre.
Afin de financer l'exercice de ses compétences, l'intercommunalité percevait, comme toutes les communatés d'agglomération, la fiscalité professionnelle unique (FPU) – qui a succédé à la taxe professionnelle unique (TPU) – et assure une péréquation de ressources.
Elle collectait également la taxe d'enlèvement des ordures ménagères (TEOM), qui finance ce service public.